# Astragalus khalifatensis
Astragalus khalifatensis är en ärtväxtart som beskrevs av Syed Irtifaq Ali. Astragalus khalifatensis ingår i släktet vedlar, och familjen ärtväxter. Inga underarter finns listade i Catalogue of Life.